# Roy McCrohan
Roy McCrohan (22. september 1930 - 3. marts 2015) var en engelsk fodboldspiller (winghalf). Han spillede i 11 år for Norwich City, og var med til at vinde Liga Cuppen med klubben i 1962. Han repræsenterede også Reading, Colchester United og Bristol Rovers.

## Titler
Football League Cup
- 1962 med Norwich City